# Leifringhausen
Leifringhausen (Lüdenscheider Platt: Laiwrin) ist die Bezeichnung eines Stadtteils und gehört zum statistischen Bezirk 08 (Kalve / Wefelshohl) der Kreisstadt Lüdenscheid im westlichen Sauerland, Nordrhein-Westfalen. Der Ortsteil und der statistische Bezirk liegen im Südosten der Innenstadt von Lüdenscheid.

## Geschichte
Eine erste schriftliche, wenn auch umstrittene Erwähnung Leifringhausens als Leffrinchusin erfolgt bereits 1124. Demnach bestätigte Papst Calixtus II. dem Kloster Rastede bei Oldenburg den Ort als Teil seines westfälischen Besitzes. Der Name bedeutet so viel wie Ansiedlung der Leute eines Liofger, Liofhard oder z. B. Liofward; die Silbe Liof- heißt (ebenso wie Leif/Läiw im Lüdenscheider Platt) „lieb“. Die Ansiedlung geht vermutlich auf die Phase der altsächsischen Landnahme im Frühmittelalter zurück. Spätestens seit dem 13. Jahrhundert war sie das Zentrum einer bedeutenden von zehn Bauerschaften im Kirchspiel Lüdenscheid. In der Lüdenscheider Stadtgeschichte bekannt ist der Leifringhauser Bauernschaftsvorsteher Jakob Fischer (1592–1653). Zusätzlich war er Kirchspielssteuereinnehmer und Kirchmeister. In seinen Positionen setzte er sich im Dreißigjährigen Krieg nachhaltig für die Interessen von Bauern und Armen ein und reorganisierte die der städtischen Verteidigung dienenden Lüdenscheider Schützen. Außerhalb der städtischen Feldmark im Kirchspiel Lüdenscheid gelegen, war Leifringhausen seit 1843 Bestandteil der Gemeinde Lüdenscheid-Land, Amt Lüdenscheid. Zum 1. Januar 1969 erfolgte die Eingemeindung in die Stadt.

## Infrastruktur
Über Generationen stellte die Dorfgaststätte Wagner mit angebautem Festsaal so etwas wie die zentrale Einrichtung Leifringhausens dar. Das Gebäude ist erhalten, die Gaststätte jedoch seit über zwei Jahrzehnten geschlossen. Am nordwestlichen Dorfrand und fußläufig zu erreichen befindet sich die Autobahnraststätte Sauerland-Ost an der A 45. Nördlich, jedoch wegen eines Höhenzuges im Ort nicht wahrnehmbar, liegt die ehemalige Mülldeponie Kleinleifringhausen der Stadt Lüdenscheid. Gegen eine geplante Windkraftanlage konnte sich die Dorfgemeinschaft erfolgreich zur Wehr setzen.

## Lage und Siedlungsstruktur
Wie viele mittelalterliche Ansiedlungen im Märkischen Sauerland entstand Leifringhausen in einer Quellmulde oberhalb des morastigen Talgrundes und windgeschützt unterhalb der Kammlinie eines Höhenzuges. Diese Lage ist bis heute uneingeschränkt nachvollziehbar. In Ergänzung des ehemals bäuerlichen Haufendorfes wurden in den letzten Jahrzehnten diverse neuere Wohnbauten, von wenigen Ausnahmen abgesehen Einfamilienhäuser, errichtet. Der dörfliche Charakter blieb dabei gewahrt. Die teils mehrhundertjährigen Bauernanwesen sind gestalterisch durch vermeintliche Modernisierungen allesamt überformt worden; ihr ursprünglicher regionaltypischer Charakter ist oft nur noch zu erahnen. Von der Kernstadt Lüdenscheids wird Leifringhausen durch die zu Beginn der 1970er Jahre am westlichen Dorfrand vorbeigeführte A 45 (Sauerlandlinie) getrennt. Nördlich, östlich und südlich grenzt der Ort an den überwiegend landschaftlich intakten waldreichen und hinsichtlich des Reliefs stark bewegten Außenbereich. Über eine Stichstraße sind von Leifringhausen aus die östlich gelegenen Weiler Sonderfeld und Kehrsiepen zu erreichen.

## Verkehrsanbindung

### Bahnverkehr
Die nächstliegenden Bahnhöfe sind der Bahnhof Lüdenscheid und der Bahnhof Brügge (Westfalen). Beide sind per Auto oder Bus in wenigen Fahrminuten gut erreichbar.

### Busverkehr
Die Anbindung des Stadtteils an den Öffentlichen Personennahverkehr erfolgt durch die Buslinien 42 und 243 (Schulbuslinie) der Märkischen Verkehrsgesellschaft (MVG).
Wichtige Bushaltestellen des Stadtteils sind: „Kattenbusch“, „Leifringhausen / Zum Hohlfeld“ und „Brüninghausen Friedhof“.

### Straßenverkehr
Die Anbindung an das Bundesautobahnnetz erfolgt über die nahegelegenen Abfahrten Nr. 14 Lüdenscheid und Nr. 15 Lüdenscheid-Süd der Bundesautobahn 45. Die A 45 selbst führt Richtung Norden nach Hagen und Dortmund sowie in Richtung Süden nach Siegen, Wetzlar, Gießen und Frankfurt am Main. Eine weitere Alternativanschlussstelle ist die Abfahrt Nr. 13 Lüdenscheid-Nord der A 45. Auch die Bundesstraße B 229 liegt in der Nähe von Leifringhausen und ist innerhalb weniger Fahrminuten gut erreichbar. Einige Parkplätze innerhalb von Leifringhausen sichern den Autofahrern Parkmöglichkeiten zu.